# Середовка (Киевская область)
Середо́вка (укр. Середівка) — село, входит в Згуровскую поселковую общину Броварского района Киевской области Украины. До 2020 года входило в состав Згуровского района.
Население по переписи 2001 года составляло 777 человек. Почтовый индекс — 07610. Телефонный код — 4570.

## Местный совет
07610, Київська обл., Згурівський р-н, с. Середівка, вул. Перемоги, 20, тел. (04470)55031 (укр.)